# Hawaiis munksäl
Hawaiisk munksäl (Monachus schauinslandi) är en utrotningshotad sälart som förekommer endemiskt kring Hawaii.
Epitet, schauinslandi, i det vetenskapliga namnet syftar på den tyska zoologen Hugo Schauinsland som hittade den första skallen på ön Laysan.

## Beskrivning
Vuxna hannar når en vikt mellan 140 och 180 kg samt en längd upp till 2,1 m. Honor är vanligen tydlig större med en vikt mellan 180 och 270 kg samt en längd upp till 2,4 m. Arten föredrar sandiga stränder med vegetation som skyddar individerna från solen och andra dåliga väderförhållanden. De hittar sin föda vanligen mellan vattenytan och 100 meters djup men i sällsynta fall har de observerats 300 meter under vattenytan. Utanför parningstiden lever individerna främst ensamma. Hawaiisk munksäl stannar vanligen i ett begränsat område som har en diameter på genomsnittlig 38 km och den gör ytters sällan utflykter till andra öar.
Födan utgörs främst av fiskar och i viss mån även av bläckfiskar.
Parningen sker mellan februari och mars, på grund av en fördröjd inplantering av ägget börjar den egentliga dräktigheten cirka 3 månader senare. Dräktigheten varar vanligen 11 månader och ungdjuret föds vanligen i april under nästa år. Honan äter ingenting under de 5 till 6 veckor digivning och tappar mycket av sin vikt. Ungdjuret är vid födelsen ungefär en meter lång och väger 14 till 18 kilogram. De ökar snabb i storlek och väger efter digivningsperioden 70 till 93 kilogram. Ungarnas päls är vid födelsen ullig svart, den byts senare till päls som är silvergrå på ryggen samt sidan och vitaktig på buken. Denna päls ändras sedan stegvis till den brunaktiga pälsen som är vanlig för vuxna individer.
Liksom elefantsälar ömsar Hawaiis munksäl varje år det yttersta skiktet av huden tillsammans med gamla hår. För vuxna sälar sker bytet i sensommaren eller under hösten. Honor ömsar vanligen efter digivningen. Den nya pälsen skyddar individerna bättre mot vinterns kyla.
Könsmognaden infaller för båda kön efter 5 till 10 år. Livslängden uppskattas med 25 till 30 år.
Vid atollöarna French Frigate Shoals undersöktes beteendet av flera vuxna individer med hjälp av satelliter och videokameror. Enligt dessa studier hittar de sin föda cirka 50 till 60 meter under vattenytan.

## Hot
Artens naturliga fiender utgörs främst av hajar.
Populationen minskade betydlig under de senaste åren på grund av ökad mänsklig aktivitet i sälens utbredningsområde. Ofta blir djuret stört vid sina gömställen. Under 1800-talet var arten ett vanligt jaktbyte som dödades med klubba av val- och säljägare. Från djuret utvanns kött, olja och skinn. Under andra världskriget blev Hawaiis munksäl jagad av den amerikanska armén under ockupationen av Laysan och Midwayöarna.
På grund av människans utbredning blev allt fler munksälar förgiftade med ciguatera. De såras dessutom svårt när de hamnar i fiskenät och flera individer dör av skadorna. Hummer som är en av sälens huvudföda samt flera fiskarter blev överfiskade och ungdjur av Hawaiis munksäl har problem att fordra sin rätt mot konkurrenter som barracudafiskar och andra större rovfiskar. För att bevara beståndet inrättades olika skyddsområden som Papahanaumokuakea.
Alla hot tillsammans slår mycket hård mot arten. Den är nästan utrotad vid Hawaiis huvudöar. Populationen där uppskattas mindre än 1,400 individer. Främst förekommer arten vid Laysan, Midwayöarna, French Frigate Shoals, atollen Pearl and Hermes samt vid Lisianski.